# Ay-sur-Moselle

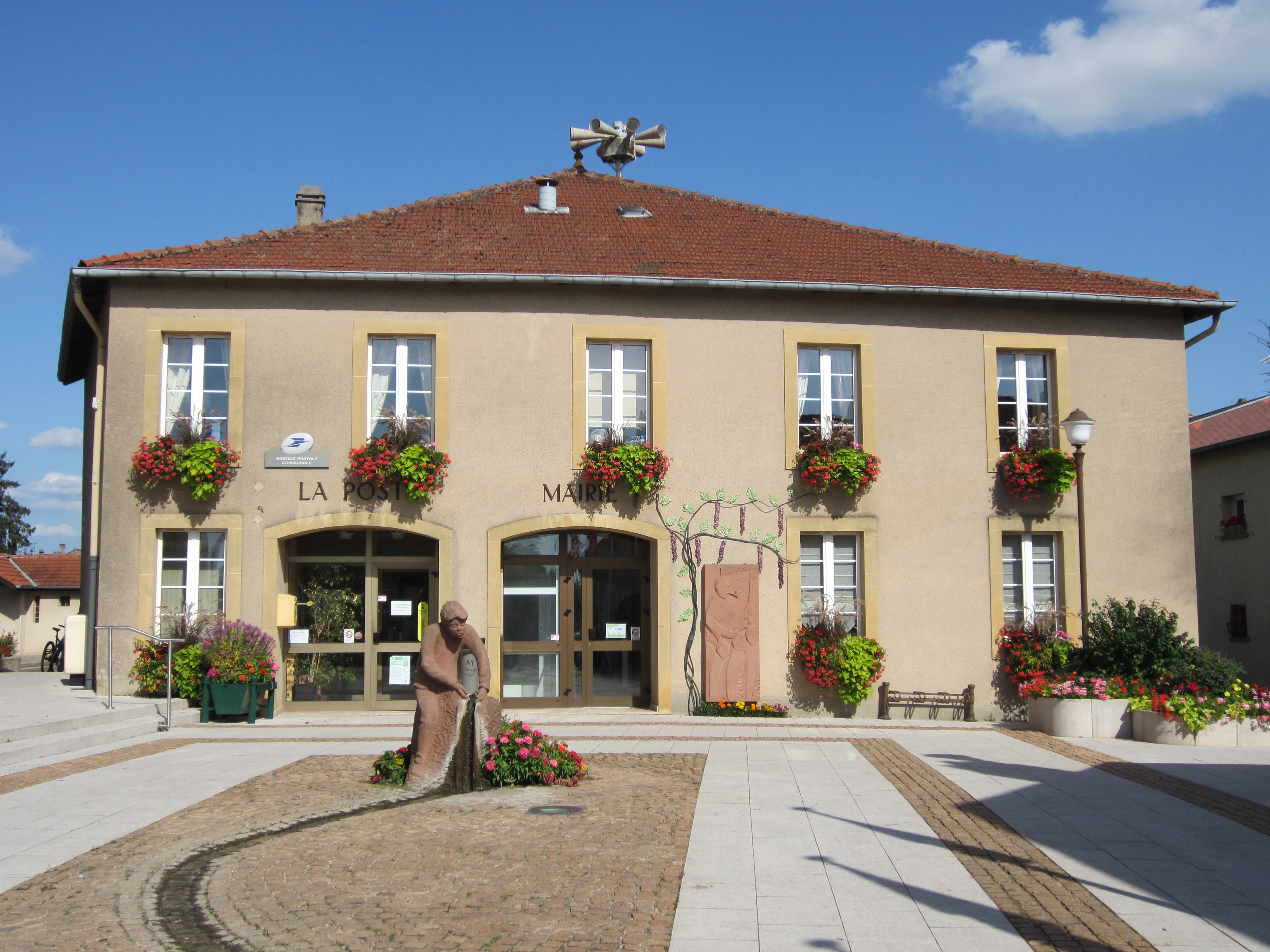
Rathaus (Mairie)

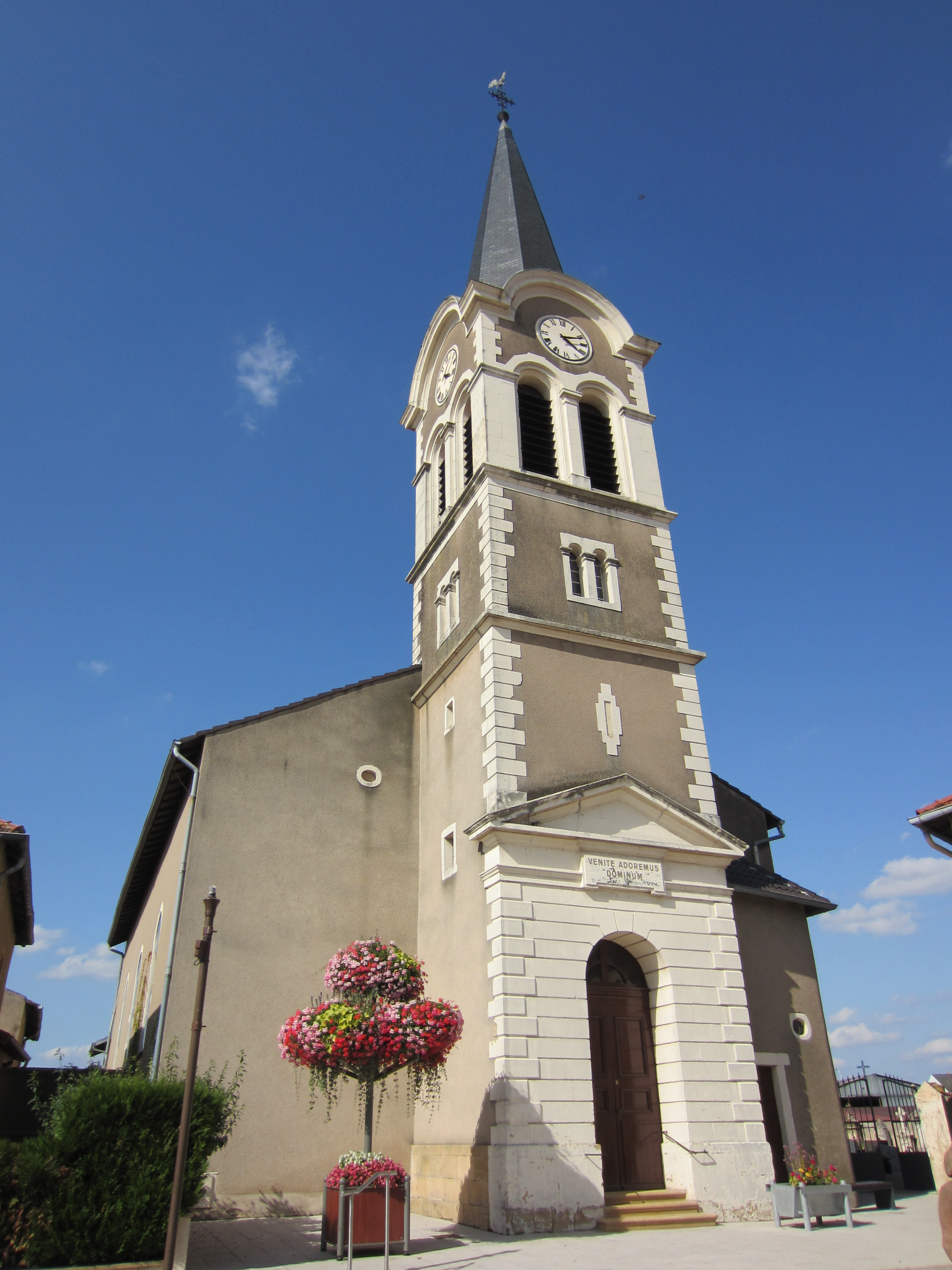
Kirche St. Barthélemy

Ay-sur-Moselle (deutsch Aich an der Mosel, lothringisch Welsch-Esch) ist eine französische Gemeinde mit 1614 Einwohnern (Stand 1. Januar 2022) im Département Moselle in der Region Grand Est (bis 2015 Lothringen).

## Geographie
Die Gemeinde Ay liegt in Lothringen am rechten Ufer der Mosel, etwa auf halbem Weg zwischen Metz im Süden und Thionville (Diedenhofen) im Norden und etwa zehn Kilometer nordwestlich von Vigy.

## Geschichte
Der Ort wurde erstmals im Mittelalter als Ayest erwähnt, er ist aber wesentlich älter. 1510 hieß das Dorf Eiche. Die Ortschaft gehörte früher zum Bistum Metz.
Durch den Frankfurter Frieden vom 10. Mai 1871 kam die Region an das deutsche Reichsland Elsaß-Lothringen, und das Dorf wurde dem Landkreis Metz im Bezirk Lothringen zugeordnet. Die Dorfbewohner betrieben Getreidebau und Viehzucht.  1885 hatte das Dorf 557 Einwohner.
Nach dem Ersten Weltkrieg musste die Region aufgrund der Bestimmungen des Versailler Vertrags 1919 an Frankreich abgetreten werden und wurde Teil des Département Moselle.
Im Zweiten Weltkrieg war die Region von der deutschen Wehrmacht besetzt. Im CdZ-Gebiet Lothringen wurde der Großteil der französischen Einwohner evakuiert. Am 16. November 1944 wurde der Ort  von französischen Truppen eingenommen.
1915–1918 und 1940–1944 trug der Ort den deutschen Namen Aich an der Mosel.

### Demographie
| Anzahl Einwohner seit Ende des Zweiten WeLtkriegs | Anzahl Einwohner seit Ende des Zweiten WeLtkriegs | Anzahl Einwohner seit Ende des Zweiten WeLtkriegs | Anzahl Einwohner seit Ende des Zweiten WeLtkriegs | Anzahl Einwohner seit Ende des Zweiten WeLtkriegs | Anzahl Einwohner seit Ende des Zweiten WeLtkriegs | Anzahl Einwohner seit Ende des Zweiten WeLtkriegs | Anzahl Einwohner seit Ende des Zweiten WeLtkriegs | Anzahl Einwohner seit Ende des Zweiten WeLtkriegs |
| ------------------------------------------------- | ------------------------------------------------- | ------------------------------------------------- | ------------------------------------------------- | ------------------------------------------------- | ------------------------------------------------- | ------------------------------------------------- | ------------------------------------------------- | ------------------------------------------------- |
| Jahr                                              | 1962                                              | 1968                                              | 1975                                              | 1982                                              | 1990                                              | 1999                                              | 2007                                              | 2019                                              |
| Einwohner                                         | 726                                               | 1114                                              | 1410                                              | 1252                                              | 1344                                              | 1525                                              | 1558                                              | 1469                                              |

## Sehenswürdigkeiten
- Kirche St. Barthélemy

## Persönlichkeiten
- Louis Pierson (1846–1934), Gutsbesitzer, Landtags-Abgeordneter des Reichslandes Elsass-Lothringen und Bürgermeister von Ay